# Coulisseau
Le coulisseau est une pièce de guidage suivant une ligne (un axe droit ou une courbe quelconque).
Il peut être fixe ou mobile par rapport à la ligne de guidage. Il peut être extérieur (un anneau autour d'une tige fait office de coulisseau), auquel cas on parle de rocambeau, de même qu'il peut être intérieur (un galet dans une glissière joue le rôle d'un coulisseau).
Sur un voilier, le coulisseau est une petite pièce en métal ou en plastique cousue sur la grand-voile et coulissant dans la gorge du mât. Le guindant de la voile est maintenu par ses coulisseaux régulièrement espacés contre le mât. Les coulisseaux en glissant dans la gorge du mât permettent d'affaler ou de hisser la voile. Lors d'une prise de ris les coulisseaux situés au-dessous de la bande de ris doivent être dégagés de la gorge du mât. 